# Josef Wilhelm Wallander

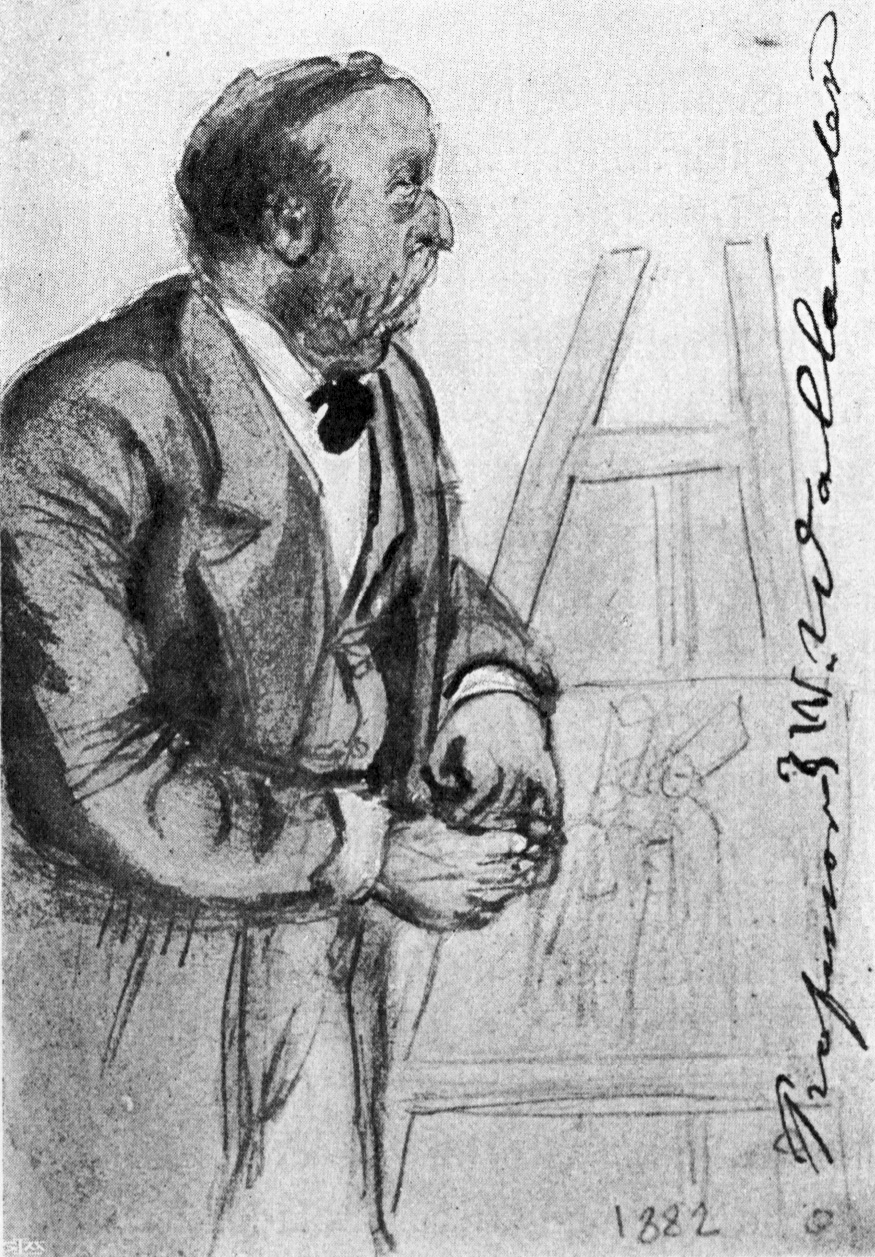
Josef Wilhelm Wallander. Teckning utförd av Fritz von Dardel 1882.

Josef Wilhelm Wallander, född 15 maj 1821 i Stockholm, död där 6 februari 1888, var en svensk målare, tecknare, grafiker och professor vid Konstakademien.

## Biografi
Josef Wilhelm Wallander var son till målarmästaren i Stockholm, Per Emanuel Wallander och Maria Sofia Lundberg samt bror till Charlotta Wallander och farbror till Alf Wallander och Gerda Charlotta Wallander samt morbror till Ingel Fallstedt. 
Hans far såg i honom en blivande arkitekt och när han var 14 år sattes han i murarlära och under vinterhalvåren när byggnadsarbetena låg nere studerade han arkitektur vid Konstakademien. För att kunna hjälpas till med familjens försörjning utbildades han och hans syster av sin far i teckning och framställningsmetoder för litografisk reproduktion. I hemmet utförde syskonen porträtt och illustrationer för olika publikationer. Den teoretiska utbildningen till arkitekt vid akademien fortlöpte och 1840 lämnade han in ett tävlingsförslag på ett läns-häkte. Han medverkade även i arkitekturskolans utställning 1840 med en ritning av Batalhakyrkan i Portugal. Han fick sitt gesällbrev som murare 1842 men var då sedan länge mer inriktad på att bli konstnär och som en förberedelse för konstnärsbanan deltog han i akademiens antikskolas teckningslektioner redan från 1835. Under sin tid vid antikskolan medverkade han ett flertal gånger i akademiens utställningar och tilldelades ett tiotal utmärkelser och stipendium men han lyckades inte få det stora resestipendiet som skulle möjliggjort fortsatta studier utomlands. Efter ett besök på Säfstaholms slott i Södermanland 1847 uppmärksammades han av Gustaf Trolle-Bonde som gav honom i uppdrag att avbilda slottets tavlor. Under 1847 han Wallander med att kopiera ett 20-tal målningar från 1500- och 1600-talen och sedan följde i kronologisk ordning fram 1852 198 kopior av de mest skiftande motiv återgivna av Wallander som miniatyrmålningar, pennteckningar, akvareller och sepia. Vinterhalvåren tillbringade han i Stockholm och sommarmånaderna tillbringade han på slottet där han lärde känna godsets bondebefolkning och det glada folklivet. Wallander deltog med liv och lust i arrangemanget av midsommarfestligheter men gjorde samtidigt noggranna studier av de olika folkdräkterna i teckning och akvarell, teckningarna och skissböckerna från dessa folkfester införlivades med grevens konstsamlingar. Wallander blev en central punkt på slottet och det närbelägna Kjesäter med sina eminenta sällskapstalanger där han ofta spelade en ledande roll, han sjöng, spelade piano, skrev vers, arrangerade tablåer, dansade och uppträdde som skådespelare.  Wallander var även intresserad av slottets omgivning och skapade där sin första större tavla – Marknad i Vingåker efter en skiss från 1849 och målad 1852, där han kunde utnyttja sina studier av allmogedräkter och folkseder. 
Tack vare förtjänsten från Säfstaholm kunde han under hösten 1852 resa via Berlin till Düsseldorf där han fick studera för Rudolf Jordan, som delade Wallanders intresse för folklivsskildringar. Sina dräkt och folklivsstudier bedrev han nu i bergsbyn Kleinbrehmen där han skissade upp sina motiv som han senare översatte till målningar i Jordans ateljé där han även lärde sig att sätta samman figurgrupperna till enhetliga kompositioner. I Düsseldorf målade han till en början små genrer med humoristiska typer och anekdotiskt innehåll men även den stora målningen En söndagsafton i Kleinbrehmen. Han var bosatt i Düsseldorf i nio år men gjorde under denna tid flera resor till Sverige 1854 och 1857, Nederländerna och Paris 1855 samt Italien 1855–1856. Dessutom uppehöll han sig kortare perioder i München, Köln och Antwerpen vid utställningar och museibesök. De båda Sverigebesöken användes för att samla på sig skissunderlag och utföra illustrationsarbeten. Bland annat illustrerade han August Blanches Den sista färden eller Döddansen 1854. Under sex veckor bodde han på en bondgård i Österåker där han utförde 36 skisser i olja och en mängd teckningar till en av Trolle-Bonde beställd oljemålning med motivet Humleskörd i Österåker. När skisserna var klara återvände han till Jordans ateljé där han utförde målningen i stort format.  
På uppdrag av bokförläggaren Adolf Bonnier i Göteborg utförde han ett flertal teckningar 1854 inför ett planerad Bellmansupplaga i stort format. Det planerade verket utkom aldrig, men två av bilderna Ulla Winblads öfverfart til Djurgården och Til Ulla i fönstret på Fiskartorpet litograferades och trycktes i det första häftet av Illustrationer til skrifter af svenska skalder utförda af svenska konstnärer. Efter uppdragets slutförande återvände han till Düsseldorf tog han upp några av sina Bellansmotiv och utförde dem i olja.  
Flera av Wallanders teckningar kom att ingå som färglitografier i Felix Bonniers planschverk Bilder ur svenska folklifvet som utgavs 1855. Felix Bonnier startade 1857 ett nytt projekt och lät denna gång Wallander ensam svara för bilderna och sände ut honom på en reportageresa genom landet för att skapa bilder till ett verk med Svenska folkdrägter. Till detta verk samlade Wallander under sina resor i mellersta och norra Sverige på sig ett omfattande skissmaterial som i efterhand har fått ett stort kulturhistoriskt värde. Felix Bonnier kom dock att dra sig ur projektet, och det blev istället hans bror Albert Bonnier i Stockholm som 1864–1865 gav ut planschverket under titeln Svenska folket sådant det ännu lefver vid elfvom på berg och i dalom. Av de 24 målningar som Wallander utförde som förlagor kom 17 att tryckas i verket, Wallander utförde även litografierna för verket. 
1857 målade han sin första tavla med ett Bellmansmotiv. Från 1862 var han bosatt i Stockholm, några studieresor till Paris och Norge oberäknade. Bland hans tavlor från denna och den följande tiden märks flera motiv från Österåker, Delsbo, Dalarna. Hans sista arbete (1885) var en förstorad variant av hans första tavla. Han var motståndare till Opponentgruppens krav till förändring av akademiundervisningen och det smärtade honom att skyddslingen och brorsonen Alf Wallander anslöt sig till gruppen 1885. Samma år drabbades han av sjukdom som förhindrade vidare konstnärlig verksamhet.  
Som porträttör utförde han porträtt av bland annat greve Trolle-Bonde tillsammans med lektören Falkman på Säftaholms balkong och grosshandlarfamiljen NA Berg. Han var även verksam som tecknare i litografi och deltog i Léopold Loewenstams etsningskurs på konstakademien 1875. Såväl under Düsseldorf tiden som senare under Sverige åren medverkade han upprepade gånger i Konstakademiers utställningar där han genom åren ställde ut ett 70-tal verk. Han var representerad i Parissalongen och vid en större utställning i Köln 1861 samt den Nordiska konstutställningen i Köpenhamn 1872. En minnesutställning med hans och Gustaf Brandelius konst visades av Stockholms konstförening 1888. Han överlämnade en egen förteckning på 150 av hans målningar till Konstakademin. Wallander blev agré av Konstakademien 1857 och ledamot 1859 samt vice professor i teckning 1866 och var 1867-1886 ordinarie professor. Samtidigt drev han privatundervisning i måleri. Georg Pauli skrev senare att han var en Erkänd rolighetsminister i Stockholms borgerliga sällskapsliv men som lärare var han allt annat än munter och att hans lärargärning mest gick ut på att hålla tyst i klassen. Flera av hans folkdräktsbilder har blivit återutgivna av Postverket på svenska frimärken.
Wilhelm Wallander finns representerad vid Nationalmuseum, Nordiska museet i Stockholm, Uppsala universitetsbibliotek, Stockholms stadsmuseum, Kalmar konstmuseum, Västerås konstförenings galleri, Norrköpings Konstmuseum, Östergötlands museum, Malmö museum, Örebro läns museum, Vänersborgs museum, Göteborgs konstmuseum, Stockholms stad och Solna kommun.
Wallander är begravd på Solna kyrkogård.

## Verk (urval)
- En söndagsafton i Kleinbremen
- Politiserande bönder
- Kaffesystrarna
- Den gamle kurtisören
- Humleskörd i Österåker (1856)
- Bröllopsdans i Österåker (1857)
- Blomsterplockerskor (två Vingåkersflickor, rådfrågande prästkragen, 1858)
- Björnjakt (1861)
- Movits i klämma (1857)
- Konserten på Tre Byttor (1861)
- Ulla Vinblad dansar menuett (1861)
- Vikingen (1853)
- Signild bränner sig inne i sin jungfrubur (1861)
- Bruden kommer (1865)
- Väfva vadmal (1875)
- Besök i en stångjärnshammare (1866)
- Auktion på en gammal herrgård (1866)
- Vaktparaden (1878)
- Klosterrofvet (1863)
- Högtidsklädd Vingåkersbonde (1877)
- Öfverrumpling (strid vid en brinnande borg, 1878)
- Skogsbrand (1881)
- Judeförföljelse (strid på en kyrkogård, 1885)

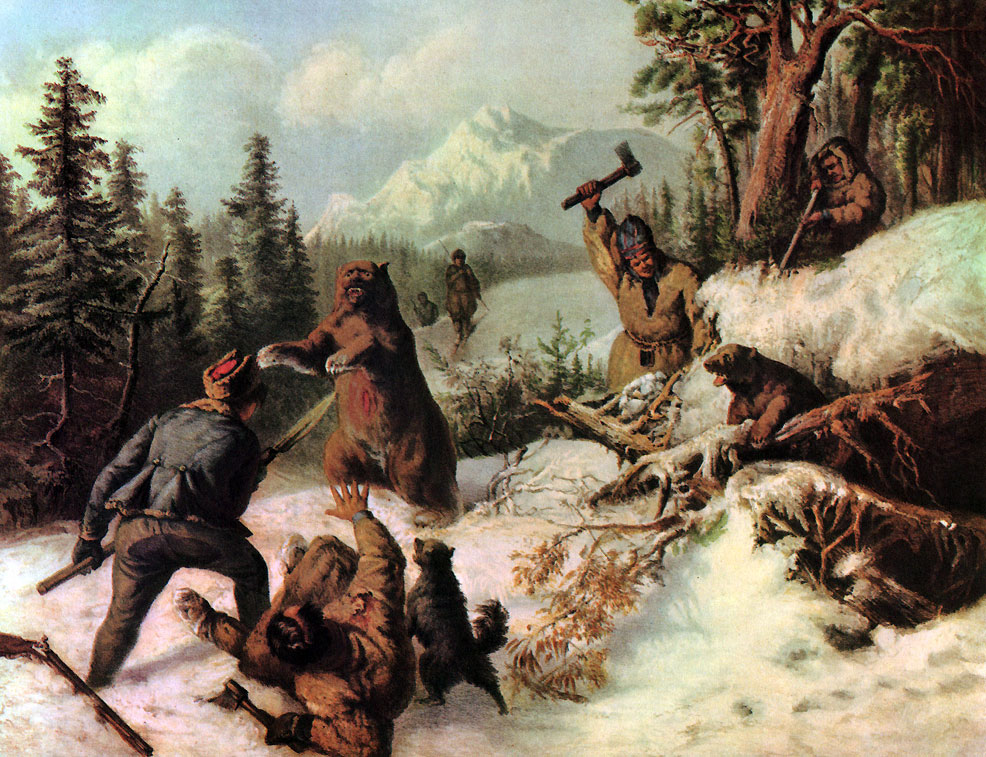
Björnjakt. Litografi ur verket Svenska folket sådant det ännu lefver vid elfvom på berg och i dalom. efter en oljemålning av konstnären (1864-1865).
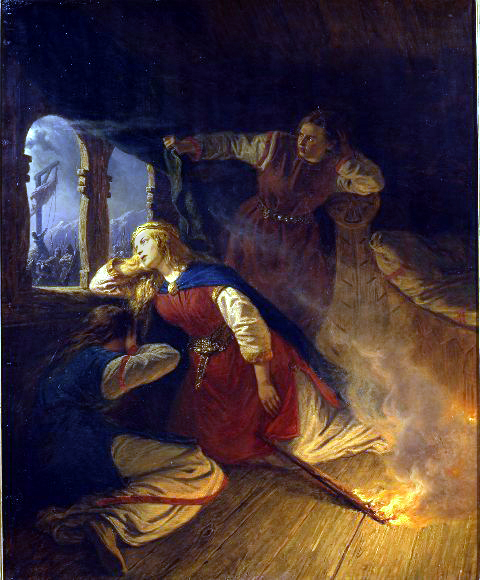
Signild bränner sig inne i sin jungfrubur.
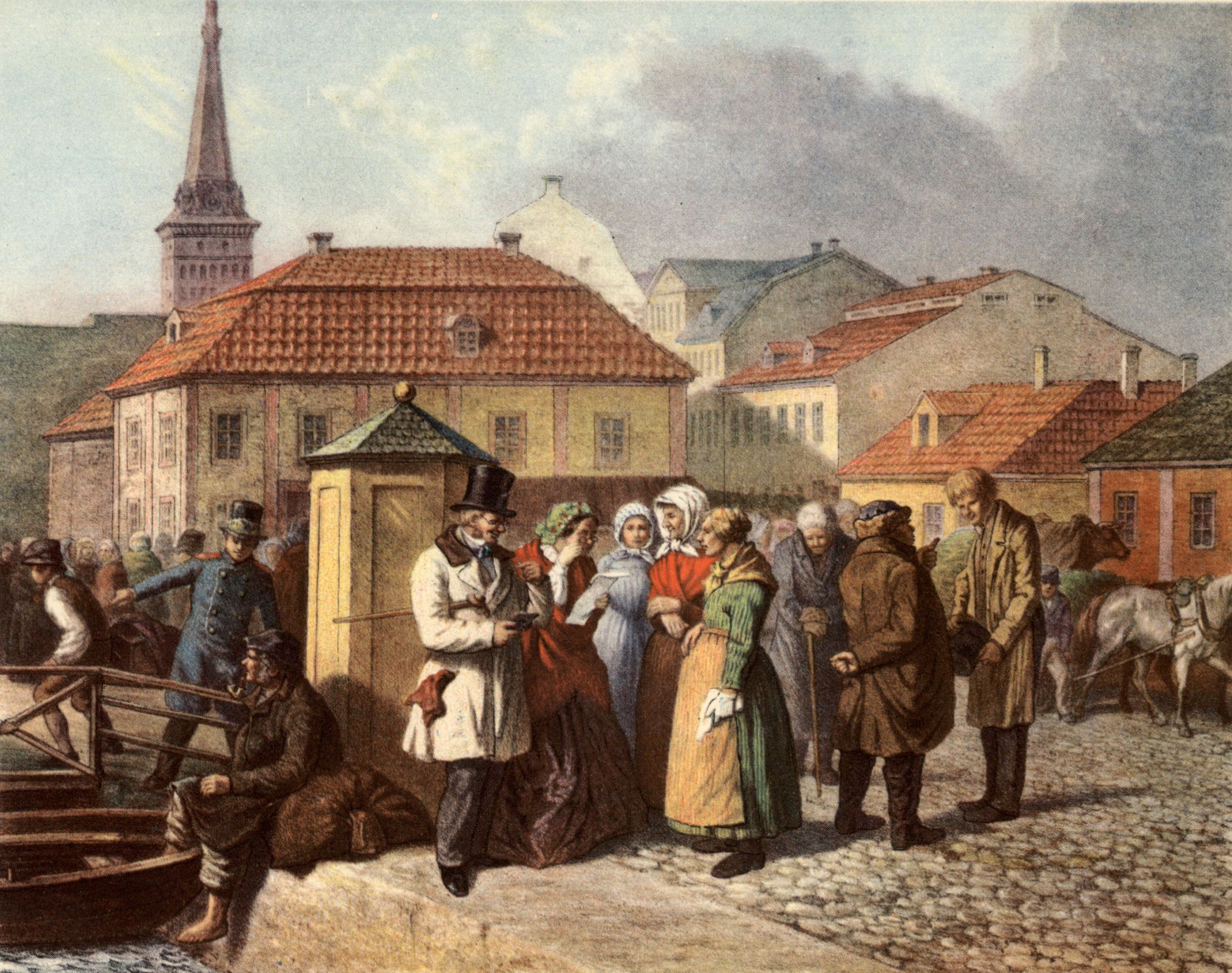
"Folkmarknad" i Västerås. Färglitografi från 1865 i planschverket Svenska folket sådant det ännu lefver vid elfvom på berg och i dalom efter en oljemålning av Wallander från 1858.
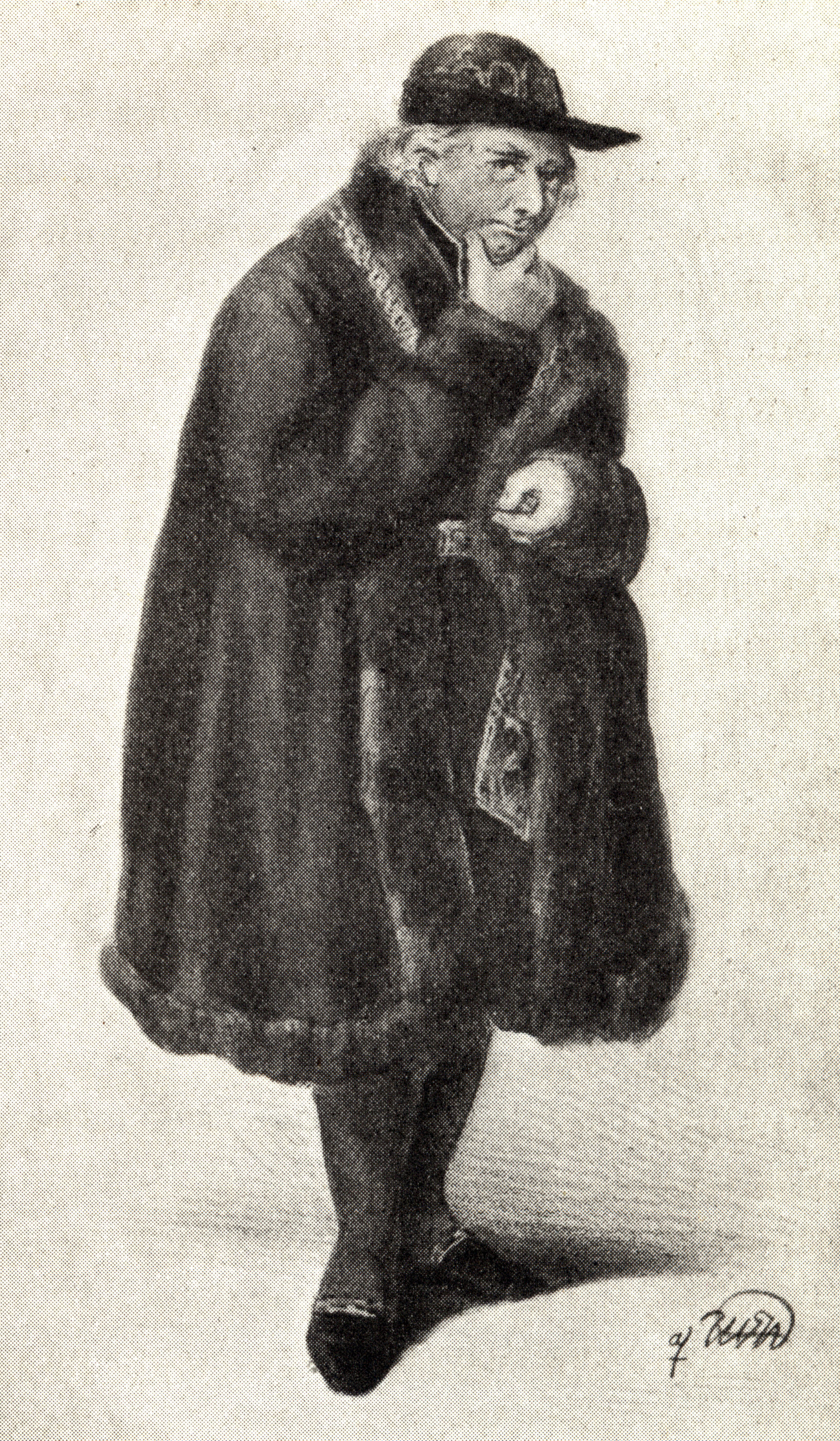
Skådespelaren Ulrik Torsslow i rollen som Ludvig XI. Teckning.
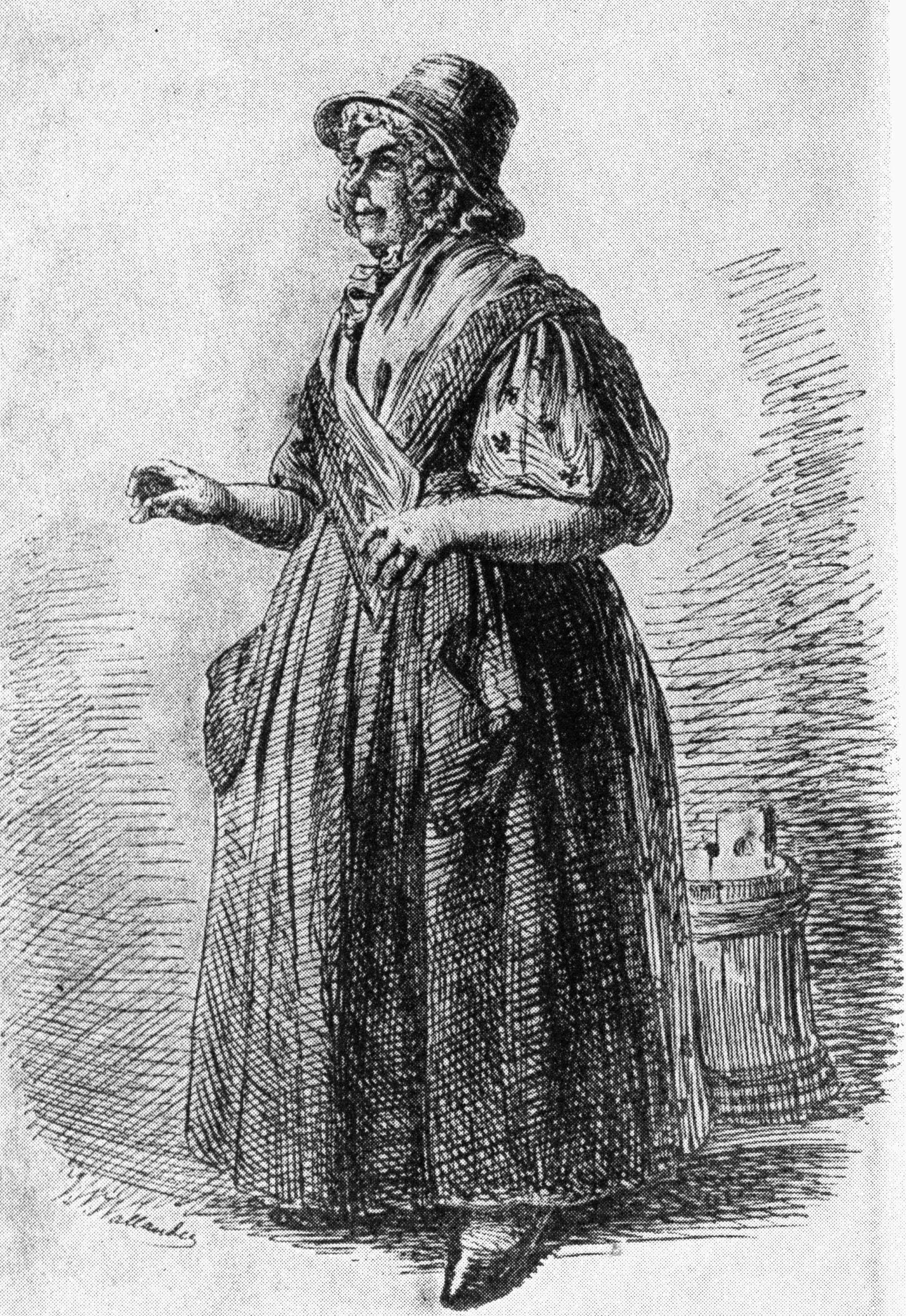
Skådespelaren Sara Torsslow som Tant Bazu i Fiskköperskan. Teckning.
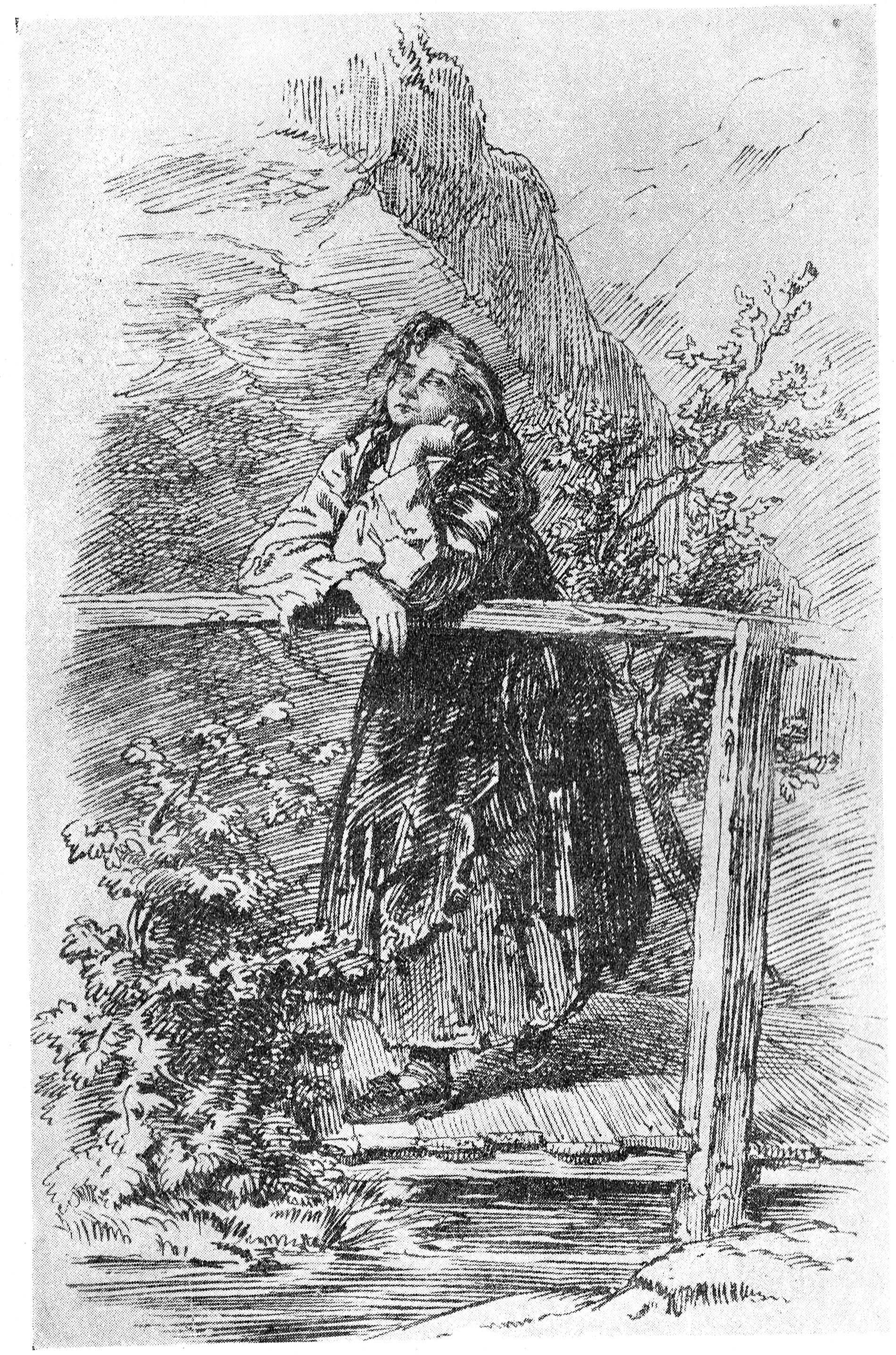
Skådespelaren Elsie Hwasser som Fanchon i pjäsen Syrsan. Teckning,
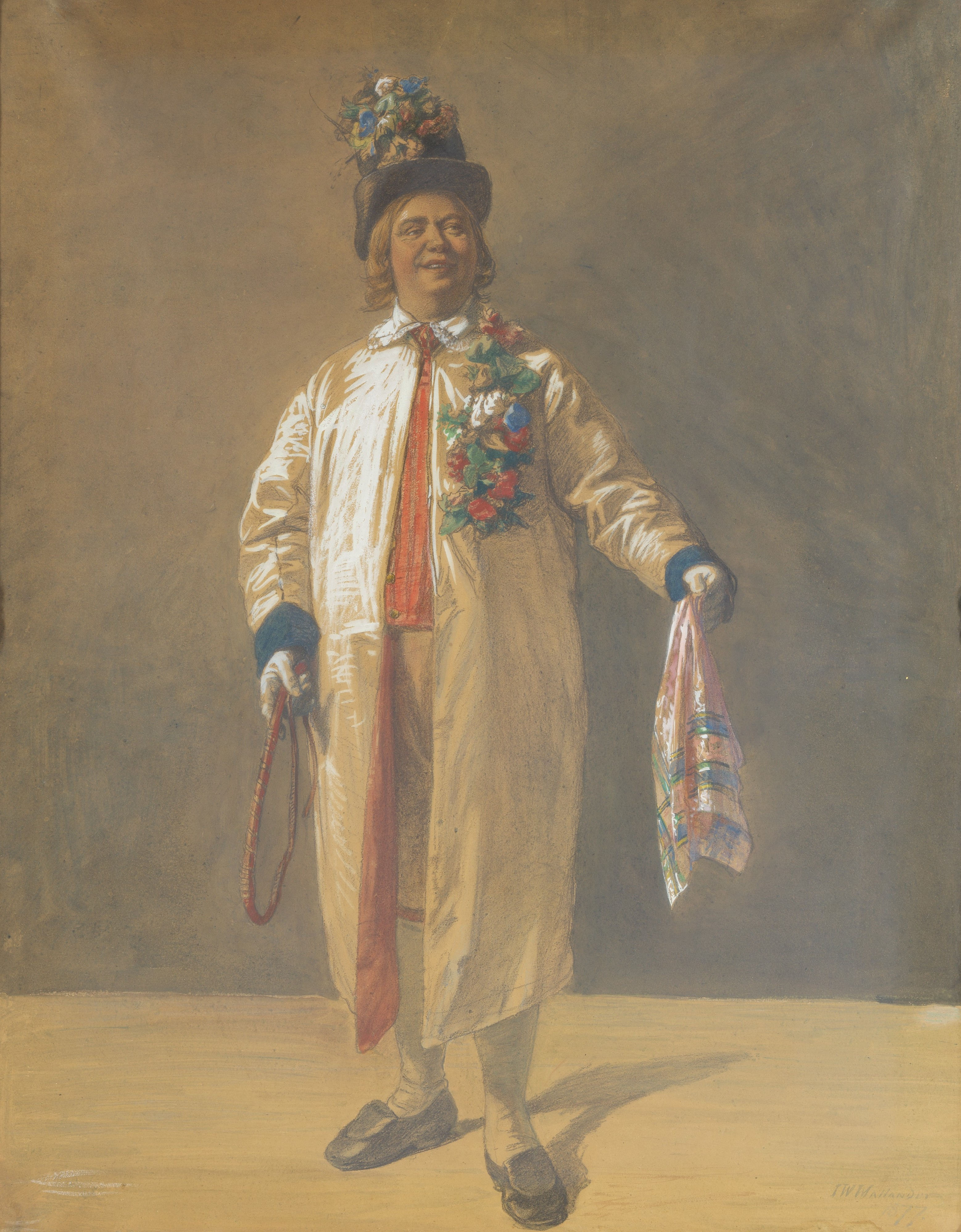
Högtidsklädd Vingåkersbonde, 1877